# Damalis nigriscans
Damalis nigriscans är en tvåvingeart som först beskrevs av Shi 1995.  Damalis nigriscans ingår i släktet Damalis och familjen rovflugor. Inga underarter finns listade i Catalogue of Life.